# Maciej Mączka

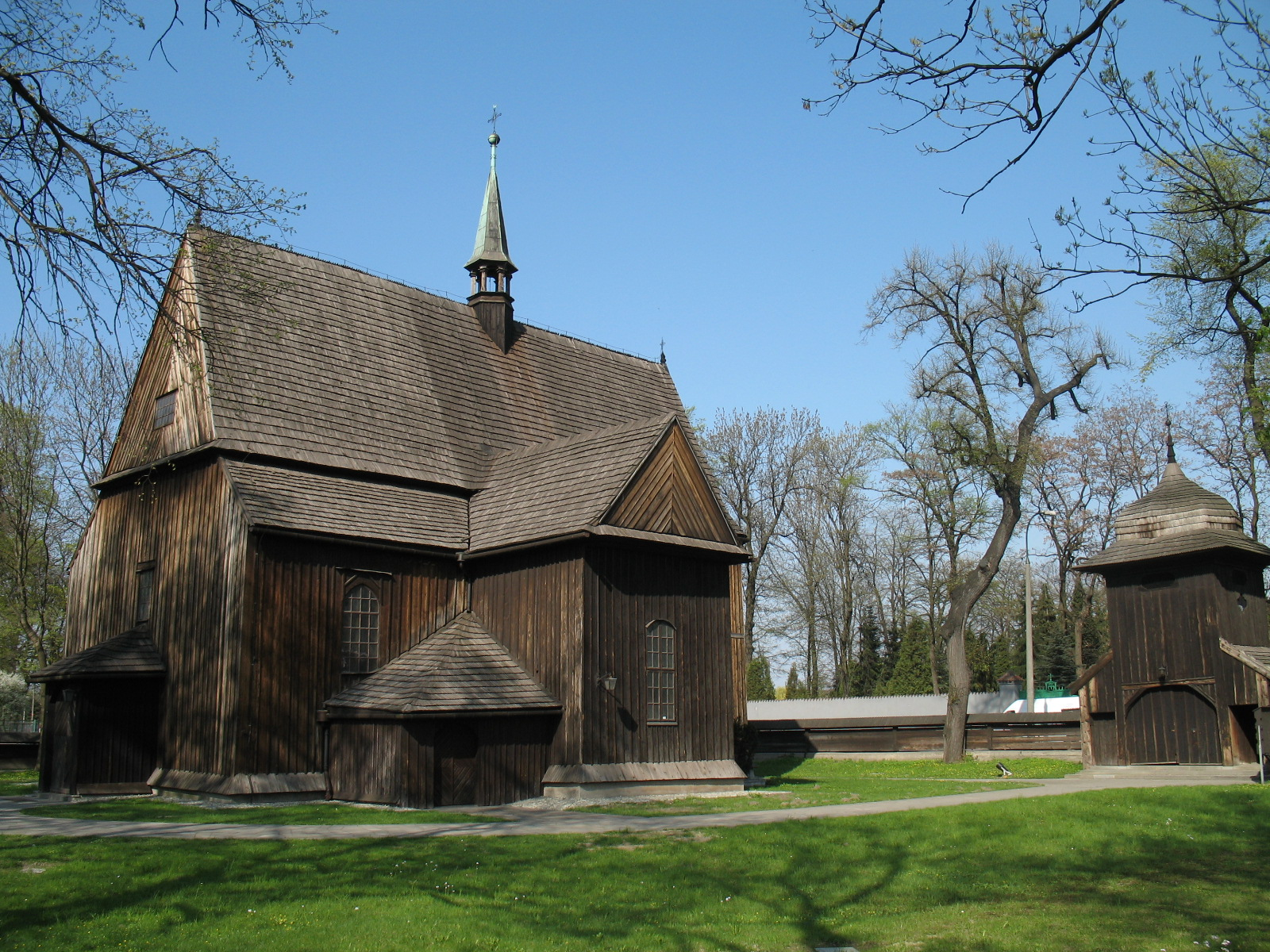
Kościół św. Bartłomieja w Mogile

Mączka Maciej (ur. ok. 1410, zm. 1470) – budowniczy drewnianych kościołów w Polsce, czynny przede wszystkim na terenach wokół Bochni.

## Życiorys
Zbudował m.in. w 1455 roku kościół w Mikluszowicach dla dziedzica wsi, Mikołaja Ciszkowskiego; budowa ta jest wspomniana w dziele Jana Długosza (Monumenta Hist. ...; op. Cit, VII, 68, kościół niestety rozebrano w XIX wieku) oraz w 1466 roku kościół pw. św. Bartłomieja we wsi Mogiła pod Krakowem, który uważany jest za jeden z najświetniejszych przykładów drewnianego budownictwa w Polsce. Na portalu południowym znajduje się współczesny kościołowi napis majuskułowy o treści:  
„ [SUB] ANNO. DOMINI. MCCCC. LXVI. AD HON [OREM DEI ET] REGINE. COELORUM. MTHIAS. MANCZKA. F. ”
Portal południowy ma formę ostrołuku, o profilu z trzech wałków, zakończonych prostopadle bez gierowania, na niskim cokole; nadproże i górne partie węgarów dekorowane są płasko rzeźbionym ornamentem roślinno- kwiatowym, z dwiema tarczami z herbem Odrowąż oraz napisem majuskułowym w kształcie wstęgi i datą 1466. Uważa się, że Maciej Mączka mógł być tez budowniczym drewnianego kościoła w Rozdzielu, przeniesionego w 1986 roku z Królówki, o czym świadczy charakterystyczny ostrołukowy krój portalu w wejściu bocznym do tej świątyni (bliźniaczo podobny do tego w Mogile).
Maciej Mączka otrzymał od króla Kazimierza Jagiellończyka w roku 1456 w dowód zasług szlachectwo i uposażenie wraz z tytułem Cieśli Królewskiego.
W źródłach występował jako Mathias Manczka de Lissina, czyli Maciej Mączka z Liściny.
Należał do cechu snycerzy w Krakowie.